# Italo Valenti
Italo Valenti (Milano, 29 aprile 1912 – Ascona, 6 settembre 1995) è stato un pittore italiano.
(Italo Valenti)

## Biografia
Nacque a Milano il 29 aprile 1912, figlio di commercianti benestanti. La sua fu un'infanzia felice, anche nell'assenza dei genitori, passata nella casa milanese rallegrato dai racconti di favole della nonna che saranno continua fonte d'ispirazione per la sua arte. A sette anni si trasferì a Vicenza; nella città veneta frequentò la Scuola di Arti e Mestieri e cominciò a lavorare presso un orefice. Fu il teosofo Libero Augenti a fargli scoprire che tutte le arti sono in connessione fra di loro. Tenne la sua prima personale a Valdagno nel 1932. Si iscrisse poi all'Accademia di Venezia e poi all'Accademia di Brera dove fu allievo di Aldo Carpi e di Eva Tea. A quest'epoca risalgono anche i primi viaggi a Parigi e in Belgio alla scoperta di Cézanne, e della pittura impressionista e post-impressionista.
Nel 1937 entrò nel movimento di Corrente con Sassu, Luciano Anceschi, Guttuso, Fontana, Birolli, Cassinari, Raffaele De Grada, Treccani, Beniamino Joppolo, Salvatore Quasimodo, Migneco, Morlotti, Vittorio Sereni ed altri, che facevano riferimento all'impegno civile e sociale dell'arte espressionista per superare il provincialismo e la retorica dell'arte italiana. La partecipazione di Valenti all'attività del gruppo fu intensa: la cifra distintiva della sua pittura figurativa era da ritrovarsi nel trasognato e onirico lirismo che fece parlare di "primitivismo fantastico", già teso alla stilizzazione della figura che approderà in seguito alle forme astratte.
Nel 1938 cominciò la sua carriera di insegnante presso la Scuola libera del nudo di Brera, dove insegnerà fino al 1952, quando si trasferì definitivamente in Svizzera, a Locarno. Qui entrò in contatto con il gruppo di artisti che si ritrovava in quel periodo ad Ascona (Jean Arp, Ben Nicholson, Remo Rossi e Julius Bissier) e questo lo portò ad un progressivo ripensamento della sua pittura: la dimensione narrativa, più propriamente figurativa, venne progressivamente meno, mentre si affermò sempre più una ricerca sugli effetti cromatici e spaziali che lo portarono ad una fase di "astrazione lirico informale". I temi onirici del "primitivismo fantastico" erano ancora presenti: le maghe, la serie dei cerfs volant, delle lune, dei teatrini, delle stazioni, dei battelli; ma lo stile era completamente diverso: la composizione si frantumava in triangoli, trapezi, rombi, simboli primordiali ed enigmatici dotati di una propria "leggerezza pensosa".
È fra i pittori che l'imprenditore Giuseppe Verzocchi contattò per la sua raccolta di opere sul tema del lavoro: tra il 1949 e il 1950, Valenti realizzò Le locomotive (1949-1950), quadro che, insieme all'Autoritratto, è oggi conservato nella Collezione Verzocchi, presso la Pinacoteca Civica di Forlì.
La sua pittura è sempre più pura, pulita, composta di pochi elementi che galleggiano in un vuoto astratto. Così vengono creati i collages astratti dell'ultima produzione artistica, in cui il fanciullesco, il fantastico, l'onirico trovano il loro definitivo equilibrio con il simbolico, l'enigmatico, l'astrazione, in una sintesi vitale e finale. Nel 1985 viene colpito da ictus cerebrale che lo priva della parola e dell'uso del braccio destro. Per questo motivi i collages che seguiranno appartengono a quella che lui stesso chiama "epoca della mano sinistra". Muore il 6 settembre 1995 ad Ascona.

## Opere
- Le locomotive, 1949-1950, 90x70 cm
- La guerra, 1950, 27x35,5 cm
- Le bambine, 1954, 30x35 cm
- Il traghetto, 1950, 33x33 cm
- I cervi volanti, 1953, 100x130 cm
- Chaos gris, 1959, 73x100 cm
- Concilio delle maghe, 1959, 54x74 cm
- Amsterdam, 1967, 146x172 cm
- L'isola d'aria, 1982, 100x110 cm
- Liuto, 1969 Liuto, 1969, 22,5x27 cm

### Collages
- La magicienne, 1962, 90x120 cm
- Zigurat, 1978, 120x90 cm
- Le bateau d'Ulysse, 1981, 19x23 cm
- Camargue, 1984, 65x65 cm
- Lune, 1984, 76,5x76,5 cm
- Equinoxe, 1993, 54x68 cm

### Acquarelli - Grafica
- Les Magiciennes, 1956, 32x42 cm
- Equinoxe, 1993, 54x68 cm
- Castore e Polluce, 1971, 170x175 cm
- Luna o Caos, 1964, 203x248 cm
- La maga IV, 1975, 205x128 cm